# Турайдские ливы

Турейдские ливы, решили принести Теодориха из Турайды в жертву своим богам, потому что жатва у него была обильнее, а на их полях погибла затопленная дождями. Собрался народ, решили узнать гаданием волю богов о жертвоприношении. Кладут копье, конь ступает [через него] и волею божьей ставит раньше ногу, почитаемую ногой жизни; брат устами читает молитвы, руками благословляет. Кудесник говорит, что на спине коня сидит христианский бог и направляет ногу коня, а потому нужно обтереть спину коня, чтобы сбросить бога. Когда это было сделано, а конь опять, как и в первый раз, ступил раньше ногою жизни, брату Теодориху жизнь сохранили

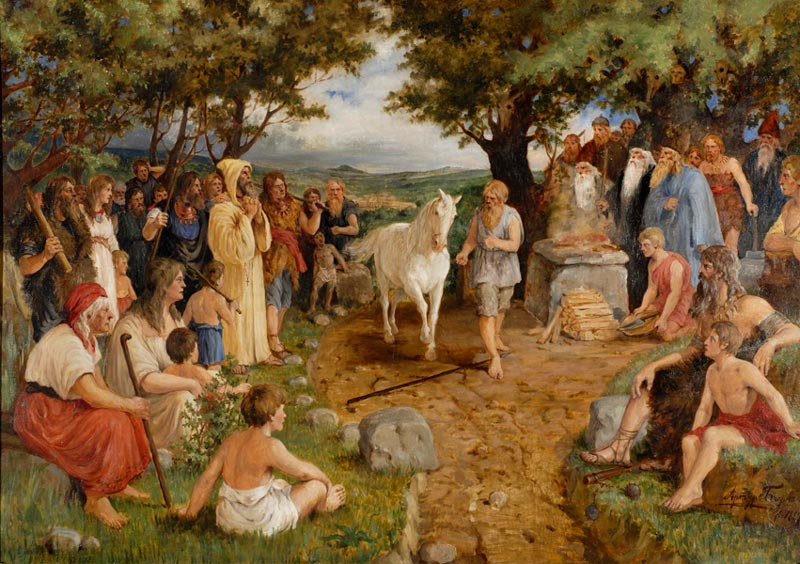
Испытание Теодориха — картина А. Бауманиса «Конь судьбы» (1887)
Турейдские ливы, решили принести Теодориха из Турайды в жертву своим богам, потому что жатва у него была обильнее, а на их полях погибла затопленная дождями. Собрался народ, решили узнать гаданием волю богов о жертвоприношении. Кладут копье, конь ступает [через него] и волею божьей ставит раньше ногу, почитаемую ногой жизни; брат устами читает молитвы, руками благословляет. Кудесник говорит, что на спине коня сидит христианский бог и направляет ногу коня, а потому нужно обтереть спину коня, чтобы сбросить бога. Когда это было сделано, а конь опять, как и в первый раз, ступил раньше ногою жизни, брату Теодориху жизнь сохранили

Турайдские ливы (торейдские) или гауйские ливы — ливы, проживавшие в Турайде и в землях, расположенных около замка Саттезеле. Самым известным предводителем турайдских ливов был Каупо.
В 1206 году турайдские ливы, вместе с придаугавсками ливами, под предводительством Ако захватили контроль над Островным замком (Salas pili). Известно несколько эпизодов обороны турайдскими ливами замков Саттезеле и Турайдского. Также турайдские ливы участвовали в Аутинском восстании.